# Palaeorhiza rubrifrons
Palaeorhiza rubrifrons là một loài Hymenoptera trong họ Colletidae. Loài này được Hirashima mô tả khoa học năm 1979.